# Joselino Martins de Jesus
Joselino Martins de Jesus, mais conhecido como Lino (Salvador, 7 de dezembro de 1957), é um ex-futebolista brasileiro que atuava como volante e meio-campista.
Jogando como volante e como meia, era hábil e tinha como pontos fortes o passe e o desarme.

## Carreira
Lino começou a carreira no Ypiranga, de Salvador, e de lá foi ao Flamengo, mas, com poucas chances (apenas 16 jogos e um gol entre 1978 e 1981), foi emprestado diversas vezes, passando por Vila Nova, Atlético Mineiro (onde conquistou o Campeonato Mineiro de 1978), Goytacaz e Gama.
Passou ainda pelo Al Nassr, da Arábia Saudita, em 1979.
Vendido para o Atlético Paranaense após o Campeonato Brasileiro de 1981, destacou-se no Paranaense do mesmo ano e foi considerado um jogador-chave para o time na conquista do Paranaense de 1982. "Um craque", como definiu a revista Placar na época. Acabou negociado com o Santos, que defenderia entre 1983 e 1985. Sua saída do Atlético foi tão surpreendente que gerou uma crítica do atacante Washington em público: "Como é que eles deixam o Lino ir embora?"
Inicialmente, o jogador foi apenas emprestado, até o fim de 1983, com o passe fixado em cinquenta milhões de cruzeiros. Isso gerou um conflito quando das finais do Campeonato Brasileiro de 1983, disputadas entre as duas equipes. "Meu contrato não tem nenhuma cláusula que me impeça de jogar contra o Flamengo", avisou o jogador. "Só penso em ajudar o Santos a chegar a este título brasileiro." Em Santos, conquistou o título paulista de 1984, quando foi ainda o vice-artilheiro do time e foi definido pela revista Placar como "um caso raro de habilidade, oportunismo e muita humildade na marcação".
Foi emprestado para o Palmeiras em 1986, época em que o clube enfrentava um jejum de títulos que já durava dez anos. "Vim para cá sabendo que a barra é pesada", explicou o jogador à Placar. "Mas a maré desfavorável, para mim, serve como motivação maior." Acabou contratado em definitivo, apesar de não ter conquistado nenhum título, o que nunca tinha acontecido com Lino em nenhum dos clubes que defendera até ali. "Fui campeão em todos os clubes nos quais joguei", contou, às vésperas da decisão do Campeonato Paulista de 1986, quando o Palmeiras ficou com o vice-campeonato. "No Flamengo, no Santos, na Arábia Saudita. Enfim, não sei o que é perder paradas importantes e decisivas." Ficou no Parque Antártica até 1988, quando foi contratado pelo Grêmio.
Passou ainda pelo Vitória em 1990 e pelo União São João em 1991 antes de encerrar a carreira, em 1994, defendendo o Tupã.
Em 1997, assumiu o cargo de técnico nas divisões de base do Santos, onde comandou a equipe sub-17 da Vila Belmiro.
Hoje é gerente de futebol do Uberaba.

## Assinatura e Recado

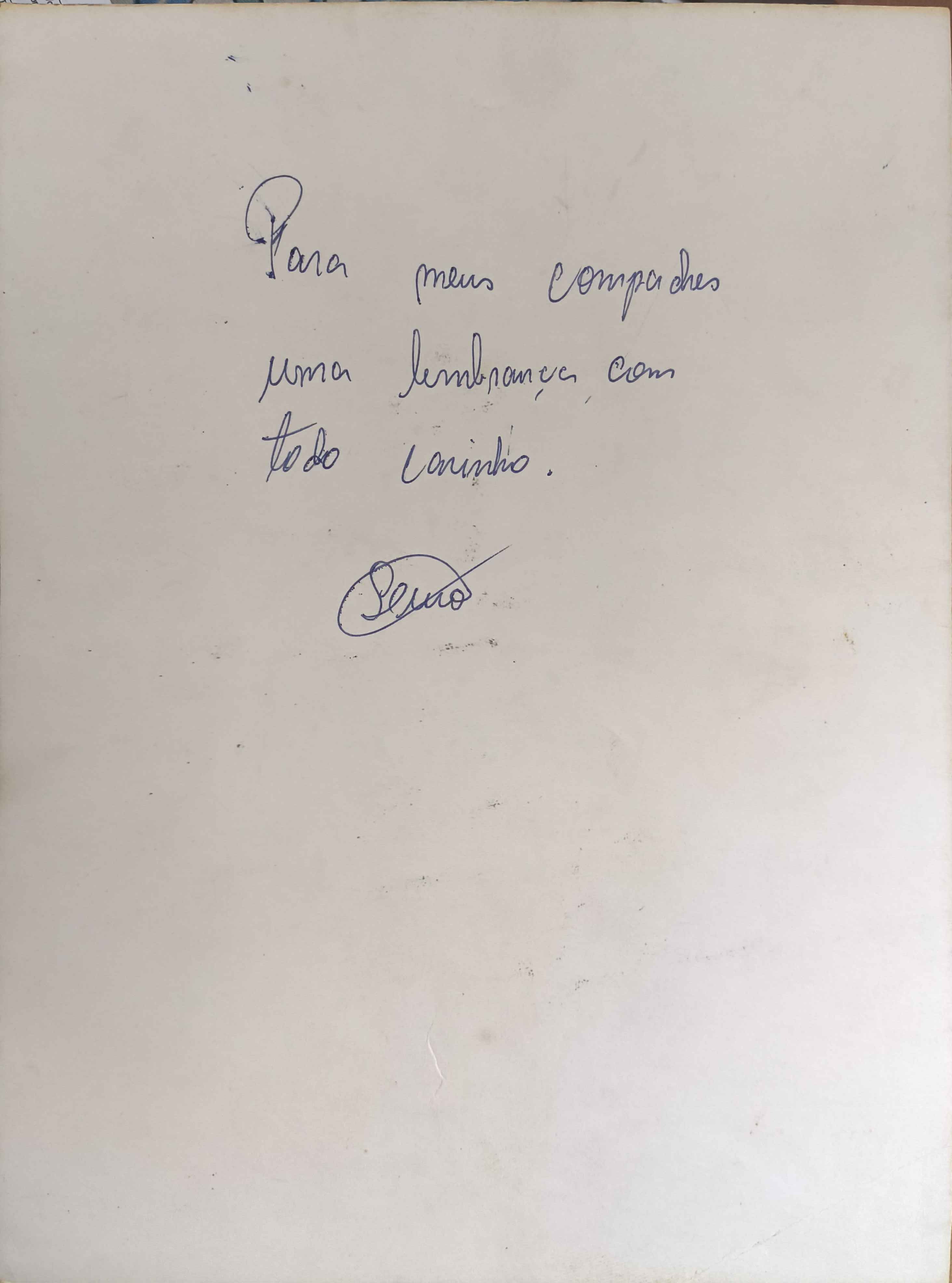
Signature and letter from Lino

A fotografia original foi enviada por Lino para seus familiares em Salvador, BA. Atualmente, o portador deste conteúdo é Jilmara de Jesus Marques Silveira, filha da irmã de Joselino, Josebella de Jesus Marques, que preserva a lembrança como parte da história do jogador.